# Chloroclysta buzurga
Chloroclysta buzurga là một loài bướm đêm trong họ Geometridae.